# بيت الحاصبي (الحيمة الداخلية)

تعديل مصدري - تعديل

بيت الحاصبي هي إحدى قرى عزلة بني عمرو بمديرية الحيمة الداخلية التابعة لمحافظة صنعاء، بلغ تعداد سكانها 343 نسمة حسب تعداد اليمن لعام 2004.